# Ipotesi di Lindelöf
In matematica, l'ipotesi di Lindelöf è una congettura formulata da Ernst Leonard Lindelöf nel 1908 sul comportamento asintotico della funzione zeta di Riemann, ζ(s), sulla retta dei numeri complessi con parte reale uguale a ½. Tale congettura ipotizza che per ogni ε > 0
{\displaystyle \zeta \left({\frac {1}{2}}+it\right)=O(t^{\varepsilon }),}
per t che tende all'infinito, ove O denota il simbolo di Landau.
Attualmente l'ipotesi di Lindelöf pare molto lontana dall'essere dimostrata, anche se nel corso degli anni sono stati fatti alcuni leggeri progressi in tale direzione. Il miglior risultato noto attualmente è dovuto a Huxley che ha provato che
{\displaystyle \zeta \left({\frac {1}{2}}+it\right)=O(t^{{\frac {32}{205}}+\varepsilon }),}
per ogni ε > 0.

## Il legame con l'ipotesi di Riemann
L'ipotesi di Lindelöf è strettamente collegata all'ipotesi di Riemann: infatti nel 1912 Littlewood ha osservato che una conseguenza del teorema dei tre cerchi è che l'ipotesi di Riemann implica l'ipotesi di Lindelöf. Non è noto se vale anche il viceversa, tuttavia il matematico tedesco Ralf Backlund ha provato che se l'ipotesi di Lindelöf è vera, allora, per ogni T>0 e σ > ½, il numero di zeri della funzione ζ(s) di parte reale maggiore di σ e parte immaginaria compresa tra T e T+1  è {\displaystyle o(\log T)}.

## Alcune conseguenze
L'ipotesi di Lindelöf ha molte importanti conseguenze, una delle più famose è che se tale congettura fosse vera allora, denotando con pn l'n-esimo numero primo, si avrebbe che
{\displaystyle p_{n+1}-p_{n}<p_{n}^{1/2+\epsilon }}
per ogni ε > 0 e n sufficientemente grande. Tale implicazione è stata dimostrata nel 1940 da Albert Ingham.
Un altro importante risultato che si può dimostrare essere vero, se lo è l'ipotesi di Lindelöf, è che
{\displaystyle \int _{1}^{T}\left|\zeta \left({\frac {1}{2}}+it\right)\right|^{k}dt=O(T^{1+\varepsilon }),}
per ogni ε > 0 e ogni intero k>0. In questo caso è stato provato anche il viceversa, e dunque tale condizione è equivalente all'ipotesi di Lindelöf.